# ShM-120 (PRAM)
ShM-120 (PRAM) – czechosłowacki moździerz samobieżny.
ShM-120 wykorzystuje wydłużone podwozia bwp BMP-1. W tylnej części kadłuba znajduje się nadbudówka z automatycznym moździerzem kalibru 120 mm. Ma on kąt ostrzału +40 do +80° w pionie i 30° w poziomie. Donośność pocisków 500-8000 m, szybkostrzelność 18-20 strz/min. Jednostka ognia wynosi 80 naboi. Dodatkowo pojazd jest wyposażany w przeciwlotniczy wkm NSW, wyrzutnie ppk 9K111 Fagot (jednostka ognia 3 pociski) i trzy granatniki przeciwpancerne RPG-75.
Podział Czechosłowacji sprawił, że wyprodukowano stosunkowo niewiele ShM-120. Znajdują się one na  uzbrojeniu armii Czech i Słowacji.